# Maesiella
Maesiella is een geslacht van weekdieren uit de klasse van de Gastropoda (slakken).

## Soorten
- Maesiella dominguezi (J. & W. Gibson-Smith, 1983)
- Maesiella hermanita (Pilsbry & Lowe, 1932)
- Maesiella maesae McLean & Poorman, 1971
- Maesiella punctatostriata (Carpenter, 1856)